# 栗腹文鸟
栗腹文鸟（学名：Lonchura malacca）为梅花雀科文鸟属的鸟类。分布于印度、尼泊尔、孟加拉国、缅甸、泰国、越南、马来西亚、菲律宾、印度尼西亚、台湾以及中国大陆的云南、广东等地，多生活于平原、丘陵地区、活动于农耕地附近的树林、灌丛或池塘的水草上以及筑巢于农田附近的灌木丛中、村寨附近的树上或池塘内的水生植物上。该物种的模式产地在印度:Belgaum,Bombay。

## 亚种
- 栗腹文鸟华南亚种（学名：Lonchura malacca atricapilla）。分布于尼泊尔、印度、孟加拉国、缅甸以及中国大陆的云南、广东等地。该物种的模式产地在"LesGrandes-Indes";限于孟加拉国下部。[2]
- 栗腹文鸟台湾亚种（学名：Lonchura malacca taiwanensis）。分布于菲律宾、台湾等地。该物种的模式产地在台湾。[3]